# Desa Kerta (administrativ by i Indonesien, Provinsi Bali)
Desa Kerta är en administrativ by i Indonesien.   Den ligger i kabupatenet Kabupaten Gianyar och provinsen Provinsi Bali, i den sydvästra delen av landet, 1 000 km öster om huvudstaden Jakarta. Desa Kerta ligger på ön Bali.